# Джексон Тауншип (округ Кембрія, Пенсільванія)
Джексон Тауншип (англ. Jackson Township) — селище (англ. township) в США, в окрузі Кембрія штату Пенсільванія. Населення — 4236 осіб (2020).

## Демографія
Згідно з переписом 2010 року, у селищі мешкали 4392 особи в 1845 домогосподарствах у складі 1338 родин. Було 1973 помешкання
Расовий склад населення:
| - 99,2 % — білих - 0,2 % — азіатів - 0,1 % — чорних або афроамериканців |

До двох чи більше рас належало 0,4 %. Частка іспаномовних становила 0,3 % від усіх жителів.
За віковим діапазоном населення розподілялося таким чином: 19,3 % — особи молодші 18 років, 61,7 % — особи у віці 18—64 років, 19,0 % — особи у віці 65 років та старші. Медіана віку мешканця становила 48,5 року. На 100 осіб жіночої статі у селищі припадало 99,6 чоловіків;  на 100 жінок у віці від 18 років та старших — 96,9 чоловіків також старших 18 років.
Середній дохід на одне домашнє господарство  становив 69 361 долар США (медіана — 52 077), а середній дохід на одну сім'ю — 78 573 долари (медіана — 60 150). Медіана доходів становила 45 625 доларів для чоловіків та 35 486 доларів для жінок. За межею бідності перебувало 7,2 % осіб, у тому числі 10,8 % дітей у віці до 18 років та 6,9 % осіб у віці 65 років та старших.
Цивільне працевлаштоване населення становило 1952 особи. Основні галузі зайнятості: освіта, охорона здоров'я та соціальна допомога — 29,4 %, роздрібна торгівля — 11,2 %, виробництво — 10,8 %.